# 親分
親分（おやぶん）とは、親子関係を擬した主従関係における主人。子にあたるのは子分（こぶん）。

## 日本
中世では寄親・寄子の制が、正規の主従関係の枠内において付加される上司・部下、もしくは保護者・奉公者の関係として存在した。また元服の儀式を取り持った烏帽子親が親代わりとしての位置にあった。近世では民間においての主人と従者の関係が親子関係に擬せられることが多くあった。
今でも伝統芸能の襲名制や相撲の相撲部屋や年寄株制度に名残を残すが、現在において親子関係をはっきりと打ち出しているのはやくざ界にほぼ限られている。

### やくざ
博徒・てきやなどのやくざ世界において、原則として組織の正式の構成員は盃を交わす儀式によって組織の長と親子分関係や兄弟分関係を結んだ者である。伝統的な親子盃の儀式で「実の親があるのに今日ここに親子の縁を結ぶからには、親が白といえば黒いものでも白といい・・・」という口上が述べられるように、子分は親分に対して絶対的に服従し、親分は子分を我が子のごとく保護する家父長主義的な関係が求められる。
同じ親分の子分同士は兄弟分とされ、親分の兄弟分に対してはおじ（おじ貴、おじさん）と呼ぶ。

### 親分子分慣行
山梨県をはじめ中部地方を中心とする地域では、実の親子以外で地域の有力者との間で擬似的親子関係を結ぶ親分子分慣行が存在し、オヤはコに対し経済的・社会的庇護を行い、コはオヤに対し奉仕を行う。

### やくざ以外
かつてはやくざ以外にも、寄食者やシンパから「親分」と呼ばれる者がいたが、現代では揶揄的にそう呼ばれる例がほとんどである。大沢啓二の愛称「大沢親分」など。大沢の現役当時の監督だった鶴岡一人も「鶴岡親分」と呼ばれていた。
「親分」ではないが、かつて自由民主党の派閥の長が派閥のメンバーから「オヤジ」と呼ばれる例があった。田中角栄が有名。田中派の幹部で山梨県選出の代議士だった金丸信は、前記「親が白といえば黒いものでも白」と同様の台詞を公言したことがある。

## 中国
中国の伝統的な価値観において孝はほぼ絶対的な徳目であり忠より優先されるため、義兄弟の縁が結ばれることが多い割には親子分の縁がもたれることはあまりない。歴史的には唐末・五代十国などに、軍閥の長が臣下を仮子とすることが行われた。

## カトリック圏
ローマ・カトリック圏では新生児の洗礼式に立ち会う代父母（名親）が、その子の成長後も親代わりをする風習がある。名親には地域の有力者がつくことが多く、マフィアが根を下ろした社会ではマフィアのボスが代父として地域住民を支配・援助する例も多い。英語で代父をゴッドファーザーと呼ぶ。